# Biandanshan
Biandanshan (kinesiska: 扁担山) är en köping i sydvästra Kina. Den ligger i det autonoma häradet Zhenning i staden Anshun i provinsen Guizhou,  omkring 120 kilometer sydväst om provinshuvudstaden Guiyang. Antalet invånare är 10183. Befolkningen består av 4 993 kvinnor och 5 190 män. Barn under 15 år utgör 23,0 %, vuxna 15-64 år 64 %, och äldre över 65 år 12,0 %.